# No More Rain (In This Cloud)
«No More Rain (In This Cloud)» — второй сингл американской R&B и соул-певицы Энджи Стоун с альбома Black Diamond, выпущенный в 1999 году на лейбле J Records.
Он не был самым успешным синглом с дебютного альбома, хотя занял в чарте Hot R&B/Hip-Hop Songs 9-е место, в Hot 100 56-е, в Нидерландах — 90-е, в остальные чарты этот сингл не входил.

## Список композиций
1. «No More Rain (In This Cloud)» — 4:42

## Сингл в чартах
| Чарт (1999)                       | Наивысшая позиция |
| --------------------------------- | ----------------- |
| Billboard Hot 100 (США)           | 56                |
| Hot R&B/Hip-Hop Songs (США)       | 9                 |
| Radio Songs (США)                 | 49                |
| UK Singles Chart (Великобритания) | —                 |